# توغبا أوزارك
توغبا أوزارك (ولدت في 4 يونيو 1980 في ازمير) مغنية بوب تركية. مؤلفة أغاني ومنتجة. 

## سيرتها الذاتية
ولدت توغبا أوزارك في 4 يونيو 1980 في ازمير. وكان تعليمها الابتدائي في مدرسة مليح أوزكات، وتعليمها الإعدادي في مدرسة تشكابي الخاصة، أما في ثانويتها فذهبت إلي معهد الموسيقي. وفي السابعة من عمرها ومع بداية مسيرتها التعليمية، بدأت أيضا تعليمها الموسيقي مع فرقة معهد ازمير للموسيقي الحكومي، ومؤسسة الإذاعة والتلفزيون التركية في نفس الوقت. وقد أُقيمت أول حفلة لها مع سيزين آكسو كأول تجربة غناء لها وهي في 12 من عمرها في عام 1992. واستمرت توغبا بجانب سيزين آكسو في أعمالها الغنائية والصوتية، بينما كانت تحافظ على دراستها في ازمير.
وخرجت في أول برنامج تليفزيوني لها مع سيزين آكسو، في عام 1992 على مؤسسة الإذاعة والتلفزيون التركية. وقد جلبت أعمالها الموسيقية اهتمام كبير من الجمهور، وغنت أيضا أغنية منفردة. وقد وصفت توغبا بموهبة كبيرة، ويمكننا أن نقول أن حياتها المهنية في الموسيقي والمسرح بدأت في تلك الفترة. وبعد انتهاء مسيرتها التعليمية انتقلت إلى إسطنبول، وبدأت بالعزف للعديد من الفنانين في إيجه أمثال دنيز ساكي. وبعد ذلك بدأت توغبا في مرحلة العمل منفردة في عام 2002. وفي شهر ديسمبر عام 2002، ظهر أول ألبوم غنائي لتوغبا، والمسمى مثل البارحه. وظلت أغنيتها جرح الحب لمدة طويلة على رأس قوائم محطات الرديو. ومع ظهور هذا الألبوم حصلت على فرصة للتمثيل، وأخذت دوراً لمدة عام في مسلسل هل هكذا أصبحنا الذي استمر عرضه لفترة طويلة على قناة atv. وفي ألبومها الأول ألفت توغبا أغنية واحدة. وظلت بعدها 3 سنوات عاطلة عن العمل، وفي تلك الفترة ألفت العديد من الأغاني ولحنتها. وفي 6 من يوليو عام 2005، ظهر ألبومها الثاني لو لو لو. وظلت أغنيتها لو لو لو لمدة طويلة على رأس قوائم محطات الراديو. وفي ألبوها الثاني ألفت توبغا أغنية واحدة. وظلت بعدها سنتين عاطلة عن العمل، وفي تلك الفترة ألفت العديد من الأغاني ولحنتها.

## الإصدارات

### الألبومات
| السنة         | اسم الألبوم   | المنتِج           | المبيعات       |
| ------------- | ------------- | ---------------- | -------------- |
| ديسمبر 2002   | مثل البارحة   | اسطنبول بلاك     | 30.000+        |
| مايو 2005     | توغبا أوزارك  | DMC              | 50.000+        |
| 2007          | دمرت حوائطي   | Protected        | 26.000+        |
| 15 يونيو 2009 | كل حالات الحب | الأغاني الأوربية | 12.000+        |
| يونيو 2010    | هدية          | الأغاني الأوربية | 10.000+        |
| يونيو 2011    | أنت في عقلي   | الأغاني الأوربية | 7.000+         |
| يونيو 2012    | ليس سهلا      | أغاني قايا       | المبيعات رقمية |
| مايو 2014     | تأثير عميق    | DMC              |                |

## مقاطع الفيديو
- جرح الحب
- لو لو لو
- مثل اليد
- الوسادة
- الوقت المثالي للحب
- ذكريات مؤلمة
- الزهر (النرد)
- يريد الذهاب
- الشوكولاته الداكنة
- اعلان
- أنت في عقلي
- ليس سهلاً
- تأثير عميق

## قائمة الإنجازات
| "كل حالات الحب" | "يريد الذهاب" | 6 | — |
| "أنت في عقلي"   | "أنت في عقلي" | 5 | — |

## الجوائز والترشيحات
| السنة | المنظمة المانحة للجائزة        | الفئة                                           | النتيجة |
| ----- | ------------------------------ | ----------------------------------------------- | ------- |
| 2005  | حفلة جائزة الفراشة الذهبية     | النجمة الشابة الواعدة                           | فوز     |
| 2005  | مجلة السياسة                   | أفضل فنان مخرج                                  | فوز     |
| 2005  | مجلة السياسة                   | فنان العام                                      | فوز     |
| 2006  | كرال TV لجوائز الأغاني المصورة | أفضل امرأة مخرجة                                | رُشِّح     |
| 2009  | مجلة السياسة                   | أفضل فنانة مغنية بوب في العام                   | رُشِّح     |
| 2009  | مجلة السياسة                   | أغنية العام(يريد الذهاب)                        | رُشِّح     |
| 2012  | Pal FM أفضل من في العام        | أفضل امرأة فنانة                                | رُشِّح     |
| 2012  | İجامعة اسطنبول الثقافية        | أغنية العام (أنت في عقلي)                       | فوز     |
| 2012  | جامعة الإمام ألبان             | الفنان الأكثر سماعاً على الرديو واذاعات الموسيقى | فوز     |
| 2013  | 3. جوائز ÖMÜ الإعلامية         | أفضل امرأة مغنية                                | رُشِّح     |
| 2014  | جامعة اسطنبول للتنمية          | أحسن غلاف (ليس سهلاً)                            | فوز     |
| 2014  | جامعة ايجة كلية الاتصالات      | أفضل فنانة بوب                                  | فوز     |

## روابط خارجية
- توغبا أوزارك على موقع ميوزك برينز (الإنجليزية)
- توغبا أوزارك على موقع ديسكوغز (الإنجليزية)

موقعها الرسمي